# آکیکو سانتو
آکیکو سانتو (انگلیسی: Akiko Santō؛ زادهٔ ۱۱ مهٔ ۱۹۴۲) سیاستمدار اهل ژاپن است.
وی همچنین برندهٔ جوایزی همچون لژیون دونور (شوالیه) شده است.